# Jean Fourastié
Jean Fourastié (Saint-Benin-d'Azy, Nièvre, 1 de abril de 1907 – Douelle, Lot, 25 de julho de 1990) foi um economista francês, notável por ter cunhado a expressão "Trente Glorieuses" ("os gloriosos 30 [anos] ") para descrever o período de prosperidade que a França experimentou a partir do final da Segunda Guerra Mundial até a crise do petróleo de 1973.

## Biografia
Fourastié recebeu sua educação primária e secundária na privada escola católica "College of Juilly" de 1914 a 1925. Em 1930, ele se formou na prestigiada École Centrale de Paris, e em 1933 recebeu um diploma da École Libre des Sciences Politiques. Em 1936, ele completou o Doutorado em Ciências Jurídicas. Após seus estudos, ele entrou no serviço público como funcionário fiscal até 1951.
Em 1941, ele dirigiu um dos programa do Conservatoire national des arts et métiers (CNAM). Após a guerra, ele começou sua carreira como assessor econômico, com uma forte postura liberal pró-europeia, enquanto, ao mesmo tempo, tornou-se um dos mais reconhecidos especialistas acadêmicos sobre a sociedade industrial.

## Conselheiro governamental
Em 1945, Jean Monnet, muitas vezes considerado como o pai da União Europeia pediu a Fourastié para servir como conselheiro económico no Plano Comissariado du général, um corpo de peritos de política interna sob a autoridade do primeiro-ministro da França. Ele serviu quatro mandatos como presidente da comissão de modernização da força de trabalho.

## Especialista internacional
Fourastié foi recrutado em 1948 como vice-presidente da comissão científica e técnica da Organização para a Cooperação Económica Europeia (antecessora da OCDE). De 1954 a 1957, ele liderou a Comunidade Europeia do Carvão e do Aço, grupo de estudo sobre as condições e os efeitos do progresso técnico na indústria do aço. Em 1957 ele foi apontado como um especialista pelas Nações Unidas para o governo mexicano e para a Comissão Econômica para a América Latina.

## Carreira Docente
Fournastié foi professor na Institut d'Études Politiques de Paris até sua aposentadoria em 1978. Ele se tornou diretor acadêmico da École Pratique des Hautes Études, em 1951, e a partir de 1960 foi professor de Economia Industrial e Estatística no Conservatoire national des arts et métiers.

## Editorialista
Em 1966, Fourastié tornou-se editor do Le Figaro e até 1968 apresentou o programa mensal "Quart d'heure" ("quarto de hora") na televisão francesa.
Em 1968, ele foi eleito para o francesa "Académie des Sciences Morales et Politiques", e tornou-se seu presidente em 1978. Em 1981, foi nomeado presidente da comissão central administrativa do "Institut de France".

## Publicações
- Le Contrôle de l'État sur les sociétés d'assurances. Paris, Faculté de Droit, 1937, 275 p.
- Le Nouveau Régime juridique et technique de l'assurance en France. Paris, L'Argus, 1941, 282 p.
- La Comptabilité. Paris, Presses Universitaires de France, 1943, 128 p. Coll. Que sais-je?
- Comptabilité générale conforme au plan comptable général. Paris, Librairie générale de droit et de jurisprudence, 1944, 271 p.
- L'Économie française dans le monde, em colaboração com Henri Montet. Paris, Presses universitaires de France, 1945, 136 p., Coleção Que sais-je ? n° 191
- Les Assurances au point de vue économique et social. Paris, Payot, 1946, 132 p. (Bibliothèque économique).
- Esquisse d'une théorie générale de l'évolution économique contemporaine, Paris, Presses Universitaires de France, 1947, 32 p.
- Note sur la philosophie des sciences, Paris, Presses Universitaires de France, 1948, 36 p.
- Le Grand Espoir du XXe siècle. Progrès technique, progrès économique, progrès social. Paris, Presses Universitaires de France, 1949, 224 p. - Réed 1989 coleção Tel Gallimard.
- La Civilisation de 1960. Paris, Presses universitaires de France, 1947. 120 p. (coleção. Que sais-je ? n° 279). Ed. Remaniée, em 1953 com o título: La Civilisation de 1975, em 1974 com o título: La Civilisation de 1995 e em 1982 com o título: La Civilisation de 2001. 11e éd. : 1982.
- Le progrès technique et l'évolution économique, Institut d'Études Politiques de Paris, Paris, les cours de Droit (deux fascicules), 1951-52, 249 p.
- Machinisme et bien-être. Paris, Ed. de Minuit, 1951, 256 p. (coleção l'Homme et la machine, dirigée par Georges Friedmann, n° 1)
- La Productivité Paris, Presses universitaires de France, 1952, 120 p. (coleção. Que sais-je ? n° 557). (11e éd. : 1987)
- La prévision économique et la direction des entreprises. Paris, Presses universitaires de France, 1955, 152 p.
- Productivité, prix et salaires, Paris, O.E.C.E., 1957, 115 p.
- Pourquoi nous travaillons. Paris, Presses universitaires de France, 1959, 128 p. (coleção. Que sais-je ? n° 818). (8e éd. : 1984). (Traduzido em portugues).
- La Grande Métamorphose du XXe siècle. Essais sur quelques problèmes de l'humanité d'aujourd'hui. Paris, Presses universitaires de France, 1961, 224 p.
- La Planification économique en France, em colaboração com Jean-Paul Courthéoux. Paris, Presses universitaires de France, 1963, 208 p. (Coll. L'organisateur)
- Les Conditions de l'esprit scientifique. Paris, Gallimard, 1966, 256 p. (Coll. Idées n° 96).
- Les 40 000 heures. Paris, Gonthier-Laffont, 1965. 247 p. (coleção Inventaire de l'avenir n°1).
- Essais de morale prospective. Paris, Gonthier; 1966, 200 p.
- Lettre ouverte à quatre milliards d'hommes. Paris, A. Michel, 1970, 167 p. (coleção. Lettre ouverte)
- Prévision, futurologie, prospective, Cours de l'Institut d'Études Politiques de Paris. 1973-74. Paris, Les cours de droit, 1974, 113 p. (ronéoté).
- L'Église a-t-elle trahi ? Dialogue entre Jean Fourastié et René Laurentin. Paris, Beauchesne, 1974, 192 p.
- Pouvoir d'achat, prix et salaires, em colaboração com Jacqueline Fourastié. Paris, Gallimard, 1977, 223 p. (Coll. Idées n° 374).
- La réalité économique. Vers la révision des idées dominantes en France, em colaboração com Jacqueline Fourastié, Paris, R. Laffont, 1978, 365 p. (Réédité en 1986, Paris, Hachette, 423 p. Coll. Pluriel n° 8488) .
- Les Trente Glorieuses, ou la révolution invisible de 1946 à 1975, Paris, Fayard, 1979, 300 p. (Rééd Hachette Pluriel n° 8363).
- Ce que je crois, Paris, Grasset, 1981
- Le Rire, suite, Paris, Denoël-Gonthier, 1983
- Pourquoi les prix baissent, em colaboração com Béatrice Bazil, Paris, Hachette, 1984, 320 p. (Coll. Pluriel n° 8390)